# Paralimnophila barockee
Paralimnophila barockee är en tvåvingeart som beskrevs av Günther Theischinger 1996. Paralimnophila barockee ingår i släktet Paralimnophila och familjen småharkrankar. Inga underarter finns listade i Catalogue of Life.